# Silamosik II
Silamosik II is een bestuurslaag in het regentschap Toba Samosir van de provincie Noord-Sumatra, Indonesië. Silamosik II telt 482 inwoners (volkstelling 2010).